# 杨家岗泡
杨家岗泡是一个位于中国吉林省镇赉县的湖泊，面积约为5平方千米，平均水深约为2.3米。